# Russula subsect. Integroidinae
Russula subsect. Integroidinae ist eine Untersektion aus der Gattung Russula, die innerhalb der Sektion Lilaceae steht. Das Taxon wurde zuerst von Romagnesi definiert, aber erst von Bon gültig beschrieben.

## Merkmale
Die Vertreter der Untersektion sind mittelgroße oder große Arten mit einem Hutdurchmesser von bis zu 13 cm. Der Hut ist sehr variabel gefärbt, oft violett, lila oder grünlich, aber niemals rein rot oder gelb. Der Geschmack ist mild, kann aber in den Lamellen und der Stielrinde schärflich sein. Das Fleisch und der Stiel neigen mitunter zum Grauen oder Schwärzen. Das Sporenpulver ist blass ockergelb. 
Die Sporen sind dornig bis stachelig und teilweise netzig oder fast gratig. Die obere Huthautschicht (Epicutis) enthält keine Dermatozystiden, dafür aber schmale, kaum mehr als 5 µm breite und an den Enden verlängerte Primordialhyphen. In der Subcutis können Dermatozystiden nachgewiesen werden. Der Stiel oder das Hutfleisch enthalten Milchkanäle (Laticiferen), die sich mit Sulfobenzaldehyd anfärben lassen.
- Die Typart ist Russula sericatula, der Schwachreagierende Täubling.

| Deutscher Artname | Wissenschaftlicher Artname | Autor            |
| --- | -------------------------- | ---------------- |
| Buckel-Täubling | Russula caerulea           | (Pers.) Fr. 1888 |
| Gelber Graustiel-Täubling** | Russula claroflava         | Grove 1838       |
| Ziegelbrauner Täubling* | Russula lateritia          | Quél. 1885       |
| Weicher Täubling | Russula mollis             | Quél. 1882       |
| Schwachreagierender Täubling | Russula sericatula         | Romagn. (1958)   |
| Weinroter Graustiel-Täubling | Russula vinosa             | Lindblad 1901    |
| * Russula lateritia steht bei Romagnesi in der (Unter)sektion Laetinae. **Russula claroflava steht bei Bon in der Untersektion Ochroleucinae |                            |                  |